# Hi-NRG
L'Hi-NRG ("High energy") è uno stile veloce della disco o dell'electronic dance music che ebbe origine negli Stati Uniti e nel Regno Unito durante la fine degli anni settanta. Il genere è caratterizzato da elementi come un ritmo di quattro battiti e voci riverberate.
L'Hi-NRG e l'electro funk influenzarono l'evoluzione della musica house sin dalla fine degli anni ottanta.

## Terminologia
Nel 1977, Donna Summer fu intervistata in merito al suo singolo "I Feel Love" che era una canzone disco in gran parte elettronica, con un tempo relativamente alto e senza una forte componente funk. Nell'intervista, lei disse che "Questa canzone ebbe successo perché ha una vibrazione ad alta energia". A seguito di quella intervista, il termine "high-energy" fu sempre più applicato alla musica disco con un tempo alto, in particolare brani dominati dai timbri elettronici. Il limite di tempo per la disco high-energy era di circa 130-140 BPM. Negli anni ottanta, il termine "high-energy" fu stilizzato come "Hi-NRG". Artisti Eurobeat, dance-pop e freestyle come Shannon, Stock, Aitken & Waterman, Taylor Dayne, Freeez o Michael Sembello furono etichettati come "Hi-NRG" quando vendevano negli Stati Uniti.
Negli anni ottanta, come "Hi-NRG" non venne indicata solo qualsiasi musica disco ad alta velocità e la dance, ma anche un genere specifico, solo un po' simile alla disco. Tuttavia, l'Hi-NRG è caratterizzato da un suono del sintetizzatore energico, staccato, sequenziato, con linee di basso di un'ottava o/e dove il basso prende spesso il posto dell'hi-hat, alternando una nota più risonante ad una nota smorzata per indicare il tempo del disco. Vi è anche spesso un uso pesante del suono del clap trovato sulle drum machine.
Ian Levine, uno dei DJ e dei produttori pionieri dell'Hi-NRG, definisce l'Hi-NRG come "una musica dance melodica e semplice, che non è troppo funky".